# Mycalesis deianirina
Mycalesis deianirina är en fjärilsart som beskrevs av Hans Fruhstorfer 1897. Mycalesis deianirina ingår i släktet Mycalesis och familjen praktfjärilar. Inga underarter finns listade i Catalogue of Life.